# Liste der Nummer-eins-Hits in Deutschland (1992)
Diese Liste enthält alle Nummer-eins-Hits in Deutschland im Jahr 1992. Es gab in diesem Jahr sieben Nummer-eins-Singles und acht Nummer-eins-Alben. 
Die Single- und Albumcharts wurden von Media Control wöchentlich zusammengestellt und umfassten jeweils 100 Positionen. Sie spiegeln den Verkauf physischer Tonträger (Vinyl und CD) wider. Zur Ermittlung der Plätze 51 bis 100 wurde auch der Radio-Einsatz der Titel herangezogen. Ausgewertet wurden die Verkäufe innerhalb einer Woche (Montag bis Samstag). Die offizielle Veröffentlichung und Datierung der Charts erfolgte am Montag drei Wochen nach Ende des Erhebungszeitraumes.

## Singles
| ← 1991 ← | Liste der Nummer-eins-Hits in Deutschland | Liste der Nummer-eins-Hits in Deutschland | Liste der Nummer-eins-Hits in Deutschland | 1993 →                    |
| \| Zeitraum \| Wo. ges. \| Interpret \| Titel Autor(en) \| Zusätzliche Informationen \| \| (Zeitraum, Wochen auf Platz eins, Interpret, Titel, Autor[en], zusätzliche Informationen) \| \| \| \| \| \| ----------------------------------------------------------------------------------------- \| -------- \| ------------------------- \| -------------------------------------------------------------------------------------------------------------------------------------------------------------------------------------------------------------------------------------------------------------- \| ------------------------- \| \| 18. November 1991 – 26. Januar 1992 10 Wochen \| 10 \| Salt ’n’ Pepa \| Let’s Talk About Sex Herby E. Azor \| – \| \| 27. Januar 1992 – 26. April 1992 13 Wochen \| 13 \| U 96 \| Das Boot Klaus Doldinger \| – \| \| 27. April 1992 – 24. Mai 1992 4 Wochen \| 4 \| Mr. Big \| To Be with You Dave Richard Grahame, Eric Lee Martin \| – \| \| 25. Mai 1992 – 2. August 1992 10 Wochen \| 10 \| Snap! \| Rhythm Is a Dancer Musik: Benito Benites, John Virgo Garrett III; Text: Benito Benites, John Virgo Garrett III, Thea Austin \| – \| \| 3. August 1992 – 27. September 1992 8 Wochen \| 8 \| Dr. Alban \| It’s My Life Musik: Dag Krister Volle; Text: Alban Nwapa \| – \| \| 28. September 1992 – 20. Dezember 1992 12 Wochen \| 12 \| Inner Circle \| Sweat (A La La La La Long) Roger Lewis, Ian Lewis \| – \| \| 21. Dezember 1992 – 17. Januar 1993 4 Wochen \| 4 \| Captain Hollywood Project \| More and More Musik: Michael Eisele, Dietmar Stehle, Oliver Reinecke, Frank Schlingloff, Giora Schein, Nosie Katzmann, Benito Benites, John Virgo Garrett III; Text: Nosie Katzmann, Tony Harrison-Dawson, Benito Benites, John Virgo Garrett III, Thea Austin \| – \| |                                           |                                           | |                           |
| ← 1991 |                                           |                                           | | → 1993 →                  |
| Zeitraum | Wo. ges.                                  | Interpret                                 | Titel Autor(en) | Zusätzliche Informationen |
| (Zeitraum, Wochen auf Platz eins, Interpret, Titel, Autor[en], zusätzliche Informationen) |                                           |                                           | |                           |
| 18. November 1991 – 26. Januar 1992 10 Wochen | 10                                        | Salt ’n’ Pepa                             | Let’s Talk About Sex Herby E. Azor | –                         |
| 27. Januar 1992 – 26. April 1992 13 Wochen | 13                                        | U 96                                      | Das Boot Klaus Doldinger | –                         |
| 27. April 1992 – 24. Mai 1992 4 Wochen | 4                                         | Mr. Big                                   | To Be with You Dave Richard Grahame, Eric Lee Martin | –                         |
| 25. Mai 1992 – 2. August 1992 10 Wochen | 10                                        | Snap!                                     | Rhythm Is a Dancer Musik: Benito Benites, John Virgo Garrett III; Text: Benito Benites, John Virgo Garrett III, Thea Austin | –                         |
| 3. August 1992 – 27. September 1992 8 Wochen | 8                                         | Dr. Alban                                 | It’s My Life Musik: Dag Krister Volle; Text: Alban Nwapa | –                         |
| 28. September 1992 – 20. Dezember 1992 12 Wochen | 12                                        | Inner Circle                              | Sweat (A La La La La Long) Roger Lewis, Ian Lewis | –                         |
| 21. Dezember 1992 – 17. Januar 1993 4 Wochen | 4                                         | Captain Hollywood Project                 | More and More Musik: Michael Eisele, Dietmar Stehle, Oliver Reinecke, Frank Schlingloff, Giora Schein, Nosie Katzmann, Benito Benites, John Virgo Garrett III; Text: Nosie Katzmann, Tony Harrison-Dawson, Benito Benites, John Virgo Garrett III, Thea Austin | –                         |

## Alben
| ← 1991 ← | Liste der Nummer-eins-Alben in Deutschland | Liste der Nummer-eins-Alben in Deutschland | Liste der Nummer-eins-Alben in Deutschland | 1993 →                    |
| \| Zeitraum \| Wo. ges. \| Interpret \| Titel \| Zusätzliche Informationen \| \| (Zeitraum, Wochen auf Platz eins, Interpret, Titel, zusätzliche Informationen) \| \| \| \| \| \| ------------------------------------------------------------------------------ \| -------- \| --------------- \| ------------------------- \| ------------------------- \| \| 25. November 1991 – 5. April 1992 19 Wochen (insgesamt 25) \| 25 \| Genesis \| We Can’t Dance \| – \| \| 6. April 1992 – 24. Mai 1992 7 Wochen (insgesamt 12) \| 12 \| Westernhagen \| Jaja \| – \| \| 25. Mai 1992 – 7. Juni 1992 2 Wochen \| 2 \| Chris de Burgh \| Power of Ten \| – \| \| 8. Juni 1992 – 12. Juli 1992 5 Wochen (insgesamt 12) \| 12 \| Westernhagen \| JaJa \| – \| \| 13. Juli 1992 – 26. Juli 1992 2 Wochen \| 2 \| Elton John \| The One \| – \| \| 27. Juli 1992 – 6. September 1992 6 Wochen (insgesamt 25) \| 25 \| Genesis \| We Can’t Dance \| – \| \| 7. September 1992 – 13. September 1992 1 Woche \| 1 \| Michael Jackson \| Dangerous \| – \| \| 14. September 1992 – 18. Oktober 1992 5 Wochen \| 5 \| Roxette \| Tourism \| – \| \| 19. Oktober 1992 – 1. November 1992 2 Wochen \| 2 \| Peter Gabriel \| Us \| – \| \| 2. November 1992 – 17. Januar 1993 11 Wochen \| 11 \| ABBA \| ABBA Gold – Greatest Hits \| – \| |                                            |                                            |                                            |                           |
| ← 1991 |                                            |                                            |                                            | → 1993 →                  |
| Zeitraum | Wo. ges.                                   | Interpret                                  | Titel                                      | Zusätzliche Informationen |
| (Zeitraum, Wochen auf Platz eins, Interpret, Titel, zusätzliche Informationen) |                                            |                                            |                                            |                           |
| 25. November 1991 – 5. April 1992 19 Wochen (insgesamt 25) | 25                                         | Genesis                                    | We Can’t Dance                             | –                         |
| 6. April 1992 – 24. Mai 1992 7 Wochen (insgesamt 12) | 12                                         | Westernhagen                               | Jaja                                       | –                         |
| 25. Mai 1992 – 7. Juni 1992 2 Wochen | 2                                          | Chris de Burgh                             | Power of Ten                               | –                         |
| 8. Juni 1992 – 12. Juli 1992 5 Wochen (insgesamt 12) | 12                                         | Westernhagen                               | JaJa                                       | –                         |
| 13. Juli 1992 – 26. Juli 1992 2 Wochen | 2                                          | Elton John                                 | The One                                    | –                         |
| 27. Juli 1992 – 6. September 1992 6 Wochen (insgesamt 25) | 25                                         | Genesis                                    | We Can’t Dance                             | –                         |
| 7. September 1992 – 13. September 1992 1 Woche | 1                                          | Michael Jackson                            | Dangerous                                  | –                         |
| 14. September 1992 – 18. Oktober 1992 5 Wochen | 5                                          | Roxette                                    | Tourism                                    | –                         |
| 19. Oktober 1992 – 1. November 1992 2 Wochen | 2                                          | Peter Gabriel                              | Us                                         | –                         |
| 2. November 1992 – 17. Januar 1993 11 Wochen | 11                                         | ABBA                                       | ABBA Gold – Greatest Hits                  | –                         |

## Jahreshitparaden
| ← 1991 ← | Liste der Jahres-Nummer-eins-Hits in Deutschland | Liste der Jahres-Nummer-eins-Hits in Deutschland | Liste der Jahres-Nummer-eins-Hits in Deutschland | 1993 →   |
| \| Singles \| Position# \| Alben \| \| ----------------------------------------------------------------------------------------------------------------------------------------------------------------------------------------------- \| --------- \| ---------------------------------------- \| \| Rhythm Is a Dancer Snap! Musik: Benito Benites, John Virgo Garrett III; Text: Benito Benites, John Virgo Garrett III, Thea Austin \| 1 \| We Can’t Dance Genesis \| \| It’s My Life Dr. Alban Musik: Dag Krister Volle; Text: Alban Nwapa \| 2 \| Greatest Hits Queen \| \| Das Boot U 96 Klaus Doldinger \| 3 \| Dangerous Michael Jackson \| \| Sweat (A La La La La Long) Inner Circle Roger Lewis, Ian Lewis \| 4 \| Jaja Westernhagen \| \| ABBA-esque Erasure Björn K. Ulvaeus, Benny Goran Bror Andersson, Stig Erik Leopold Anderson \| 5 \| Use Your Illusion II Guns n’ Roses \| \| To Be with You Mr. Big Dave Richard Grahame, Eric Lee Martin \| 6 \| Stars Simply Red \| \| Please Don’t Go Double You Harry Wayne Casey, Richard Finch \| 7 \| Nevermind Nirvana \| \| Don’t Talk Just Kiss Right Said Fred Richard Peter John Fairbrass, Fred Fairbrass, Rob Manzoli \| 8 \| Greatest Hits II Queen \| \| Knockin’ on Heaven’s Door Guns N’ Roses Bob Dylan \| 9 \| Use Your Illusion I Guns n’ Roses \| \| Jive Connie Connie Francis Kurt Feltz, Howard Greenfield, Ralph Maria Siegel, Peter Columbus, Werner Scharfenberger, Helmuth Rüssmann, Hal Gordon, Athena Hosey, Jack Walter Keller, Fini Busch \| 10 \| KuschelRock 5 (Verschiedene Interpreten) \| |                                                  |                                                  |                                                  |          |
| ← 1991 |                                                  |                                                  |                                                  | → 1993 → |
| Singles | Position#                                        | Alben                                            |                                                  |          |
| Rhythm Is a Dancer Snap! Musik: Benito Benites, John Virgo Garrett III; Text: Benito Benites, John Virgo Garrett III, Thea Austin | 1                                                | We Can’t Dance Genesis                           |                                                  |          |
| It’s My Life Dr. Alban Musik: Dag Krister Volle; Text: Alban Nwapa | 2                                                | Greatest Hits Queen                              |                                                  |          |
| Das Boot U 96 Klaus Doldinger | 3                                                | Dangerous Michael Jackson                        |                                                  |          |
| Sweat (A La La La La Long) Inner Circle Roger Lewis, Ian Lewis | 4                                                | Jaja Westernhagen                                |                                                  |          |
| ABBA-esque Erasure Björn K. Ulvaeus, Benny Goran Bror Andersson, Stig Erik Leopold Anderson | 5                                                | Use Your Illusion II Guns n’ Roses               |                                                  |          |
| To Be with You Mr. Big Dave Richard Grahame, Eric Lee Martin | 6                                                | Stars Simply Red                                 |                                                  |          |
| Please Don’t Go Double You Harry Wayne Casey, Richard Finch | 7                                                | Nevermind Nirvana                                |                                                  |          |
| Don’t Talk Just Kiss Right Said Fred Richard Peter John Fairbrass, Fred Fairbrass, Rob Manzoli | 8                                                | Greatest Hits II Queen                           |                                                  |          |
| Knockin’ on Heaven’s Door Guns N’ Roses Bob Dylan | 9                                                | Use Your Illusion I Guns n’ Roses                |                                                  |          |
| Jive Connie Connie Francis Kurt Feltz, Howard Greenfield, Ralph Maria Siegel, Peter Columbus, Werner Scharfenberger, Helmuth Rüssmann, Hal Gordon, Athena Hosey, Jack Walter Keller, Fini Busch | 10                                               | KuschelRock 5 (Verschiedene Interpreten)         |                                                  |          |